# Тавропос (водохранилище)
Тавропо́с (греч. Λίμνη Ταυρωπού), о́зеро Пласти́ра (греч. Λίμνη Πλαστήρα) — высокогорное водохранилище в Греции на плато Неврополи на территории периферийной единицы Кардица в периферии Фессалии. Расположено в 3 км от села Керасея
Находится на высоте 800 метров над уровнем моря и содержит 400 млн м³ воды, полезный объём водохранилища — 300 млн м³. Максимальная длина 12 км, максимальная ширина 4 км, общая площадь 24 км², а максимальная глубина составляет около 60 метров.
Было образовано в результате строительства в 1958—1962 годах плотины на реке Тавропос.

## История создания
Идея строительства плотины принадлежит полковнику Николаосу Пластирасу, в будущем — премьер-министру Греции в 1945, 1950, 1951—1952 годах, уроженцу этих мест. В 1935 году он побывал здесь во время катастрофических наводнений, вызванных проливными дождями, и предложил план перекрытия долины реки Тавропос. Впоследствии водоём стали называть его именем.
Финансирование строительства происходило за счёт государственного долга Италии Греции, строительство велось французской компанией.
В настоящее время 90-метровая плотина принадлежит Государственной энергетической корпорации.

## Использование

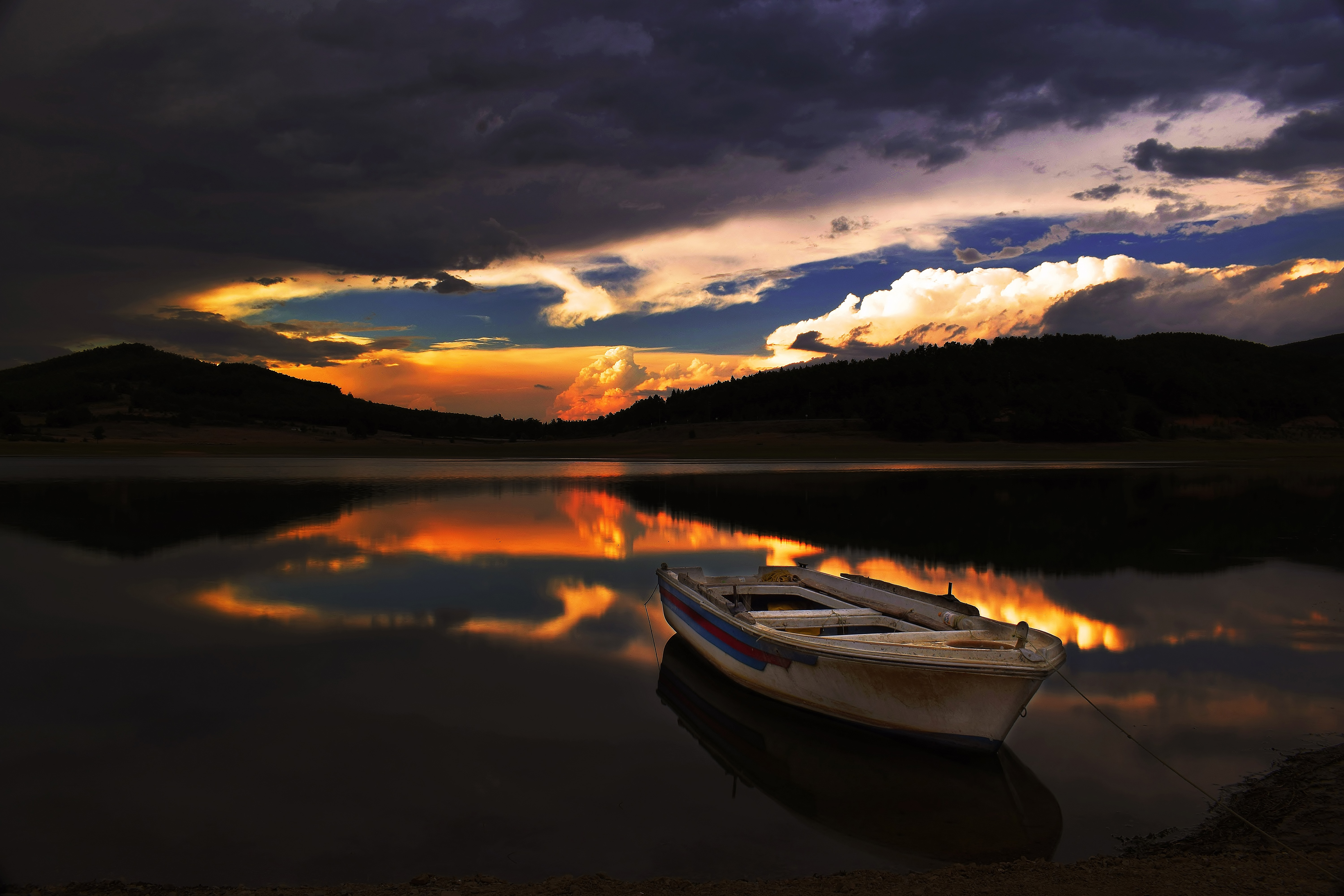
Тавропос

Является источником водоснабжения для прилегающей области Аграфы, Кардицы и соседних общин и важным источником орошения для фермеров на плодородной равнине Кардицы. Водохранилище используется для генерации электроэнергии, создания запаса воды и регулирования стока.
В деревне Митрополис располагается гидроэлектростанция мощностью 400 МВт. Вода для турбин отводится по трубам, а затем используется естественный перепад высоты между плато Неврополи и Фессалийской равниной. Вырабатываемая электроэнергия используется практически на всей территории материковой Греции за исключением Пелопоннеса.
В последние десятилетия является популярным центром горного туризма. В 4-х километрах от Таврополоса расположен монастырь Петра.